# Rhipidoglossum schimperianum
Rhipidoglossum schimperianum är en orkidéart som först beskrevs av Achille Richard, och fick sitt nu gällande namn av Leslie Andrew Garay. Rhipidoglossum schimperianum ingår i släktet Rhipidoglossum och familjen orkidéer. Inga underarter finns listade i Catalogue of Life.